# 鈴木敬弘
鈴木 敬弘（すずき たかひろ、1985年2月28日 - ）は、日本のラグビー選手。

## プロフィール
- 千葉県野田市出身。
- ポジションはフランカー(FL)。
- 身長 185cm、体重 100kg
- ニックネームはウド、マミー。
- 関西代表に選ばれたことがある[1]。

## 来歴
16歳からラグビーを始めた。
2003年、流経大柏高校卒業後、流通経済大学に入る。なお流経大柏高校時代、東日本高校代表に選ばれたことがある。
2007年、流通経済大学卒業後、神戸製鋼コベルコスティーラーズに加入。同年10月28日に行われたジャパンラグビートップリーグ第1節のNECグリーンロケッツ戦に途中出場で公式戦初出場を果たす。
2017年、神戸製鋼コベルコスティーラーズを退団した。